# Carles Bosch

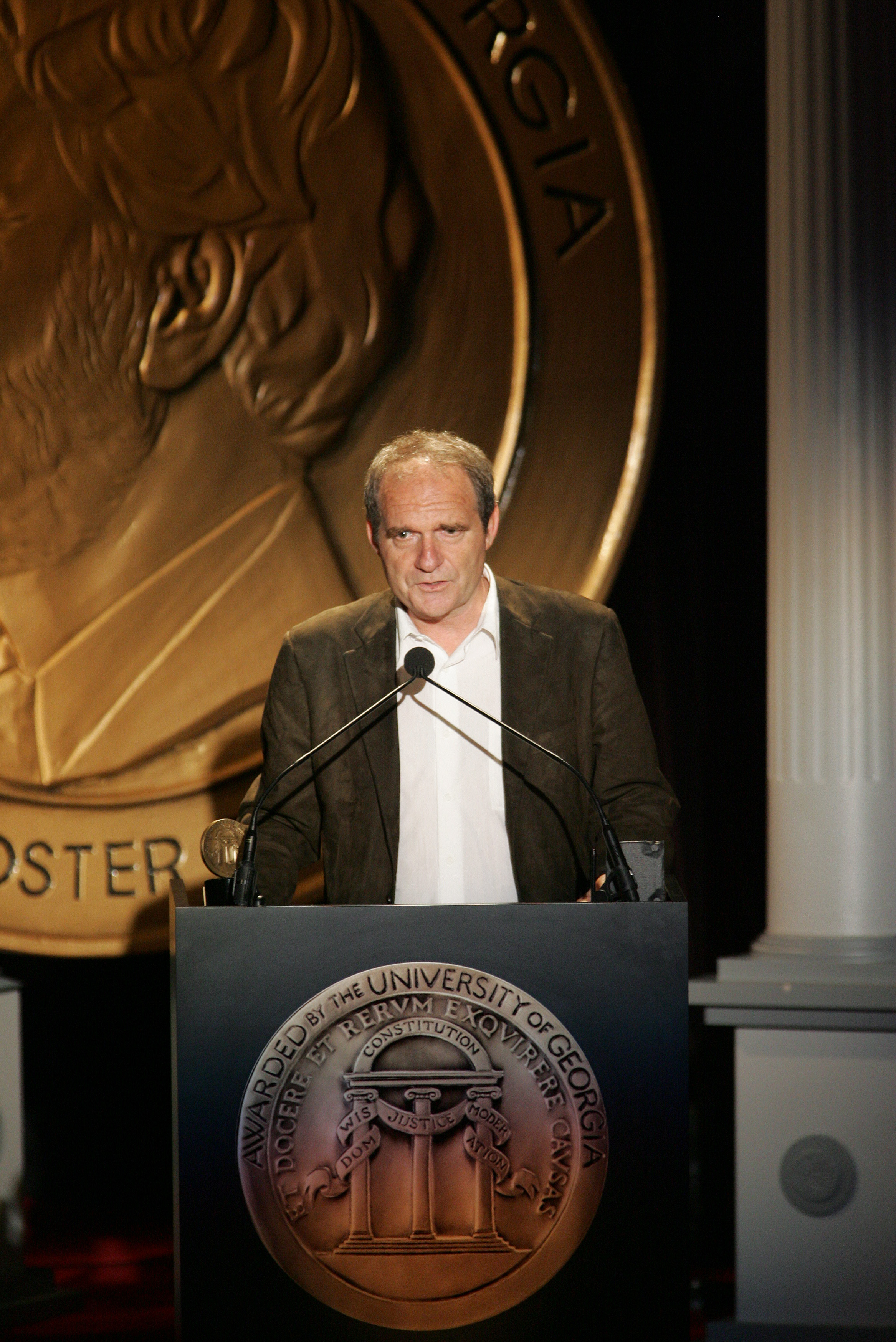
Carles Bosch

Carles Bosch Arisó (Barcelona, Cataluña, España, 1952) es un periodista y cineasta español, codirector del documental nominado al Oscar Balseros.

## Biografía
Nació el 1952 en la ciudad de Barcelona. Estudió derecho en la Universidad de Barcelona, y posteriormente se graduó en 1975 en periodismo en la Escuela Oficial de Periodistas de Barcelona.
Inició su actividad profesional como reportero de la revista Interviú entre 1976 y 1978. En 1984 inició su actividad en Televisió de Catalunya, y concretamente en TV3 fue uno de los principales reporteros del programa "30 minuts". Su actividad en este programa como reportero de guerra le valió un Premio Ondas Internacional por el reportaje "Checoslovaquia: el corazón de la revuelta" en 1990.
Presenció la Guerra de Yugoslavia, realizando diversos reportajes. Se quedó trabajando en tareas de solidaridad y cooperación en Sarajevo hasta un año después de que la guerra finalizara (1996).

## Currículum profesional
Carles Bosch ha dirigido reportajes y documentales de 30’ y de 52’ de algunos de los acontecimientos internacionales más transcendentes, como la primera guerra del Golfo, las Guerras de Bosnia y Kosovo, así como la Revolución Zapatista.
Ha dirigido documentales de actualidad y ha cubierto diversas guerras para el Telenoticias de TV3 en Afganistán, Irán, Chad, Filipinas, Mozambique, Cuba, México, Uruguay, Estados Unidos, Haití, Nicaragua, Israel, etc., y otras informaciones en diversos países europeos.
Ha dirigido también una serie documental de cinco capítulos, titulada Historias del Caribe.
Aparte del periodismo, dirigió durante más de un año (1996-1997) la Oficina de Ayuda Humanitaria que el Ayuntamiento de Barcelona tenía en la ciudad de Sarajevo una vez terminada la guerra.
En 2002 dirigió su primera película documental, “Balseros”, a partir de las filmaciones realizadas para televisión entre 1994 y 1996. La película
recupera a los mismos personajes, cinco años después. Coproducida por Bausan Films y Televisió de Catalunya, Balseros recibió algunos de los galardones
internacionales más importantes (entre ellos, el Peabody Award de 2004), y fue Nominada al OSCAR® a la Mejor Película Documental del 2003.
En 2006 dirigió su segundo largometraje documental, “Septiembres”, con la participación de TVE y fue premiado en los festivales de Málaga, Miami, IDFA.
En 2010 presenta su tercer largometraje documental en el Festival Internacional de Cine de San Sebastián: Bicicleta, cuchara, manzana.

## Balseros
A partir de un reportaje realizado en 1994 para el programa "30 minuts" de Televisión de Cataluña sobre siete cubanos y sus respectivas familias cuando preparaban su salida de Cuba para llegar a la costa de los Estados Unidos de América en 2002 realizó, en compañía de Josep Mª Domènech y bajo guion del mismo Bosch junto con David Trueba, el documental Balseros. Con este documental fueron nominados a los Premios Goya así como a los Premios Oscar, siendo la primera producción catalana en conseguir este reconocimiento.
En 2003 fue galardonado, junto con Josep Maria Domènech con el Premio Nacional de Cinematografia concedido por la Generalidad de Cataluña por presentar una aproximación vital, honesta y cómplice al drama personal i familiar de la emigración de Cuba a los Estados Unidos.
"Balseros" alcanzó un éxito sin precedentes en el cine documental español, y es el principal referente, junto con "En construcción" de José Luis Guerín, del auge de la producción y el protagonismo del cine documental en España, conocido como el "boom documental" que se inicia a mediados de los años noventa.

## Septiembres
Carles Bosch filmó en 2006 su segundo largometraje documental, "Septiembres", que trata sobre las relaciones sentimentales de diversos presos y presas de Madrid, siguiendo sus vidas sentimentales dentro de la prisión madrileña de Soto del Real. Participó en varios festivales internacionales, entre ellos el holandés IDFA. 

## Bicicleta, cuchara, manzana
Desde 2007, a partir del anuncio del expresidente de la Generalidad de Cataluña y exalcalde de Barcelona, Pasqual Maragall, de que padecía la enfermedad de Alzheimer, Carles Bosch sigue durante dos años a Maragall y a su familia en su vida cotidiana para recoger el proceso vital y la lucha de Pasqual Maragall y su familia contra el Alzheimer, una terrible plaga de nuestro tiempo que afecta a 26 millones de personas en todo el mundo.

## Premios y nominaciones

### Nominaciones en cine
Premios Goya
| Año  | Categoría        | Película | Resultado |
| ---- | ---------------- | -------- | --------- |
| 2003 | Mejor documental | Balseros | Nominado  |

Premios Oscar
| Año  | Categoría              | Película | Resultado |
| ---- | ---------------------- | -------- | --------- |
| 2004 | Mejor documental largo | Balseros | Nominado  |

Festival Internacional de Cine de San Sebastián
| Año  | Categoría                   | Película                    | Resultado |
| ---- | --------------------------- | --------------------------- | --------- |
| 2010 | Mención especial del jurado | Bicicleta, cuchara, manzana | Ganador   |

8º Rencontres Internationales de Cinéma à Paris
| Año  | Categoría          | Película | Resultado |
| ---- | ------------------ | -------- | --------- |
| 2002 | Premio del Público | Balseros | Ganador   |

32 Edición del Festival de cine de Alcalá de Henares
| Año  | Categoría          | Película | Resultado |
| ---- | ------------------ | -------- | --------- |
| 2002 | Premio del Público | Balseros | Ganador   |

Ajijic Festival Internacional de Cine, México
| Año  | Categoría         | Película | Resultado |
| ---- | ----------------- | -------- | --------- |
| 2002 | Premio del Jurado | Balseros | Ganador   |

24 Festival Internacional del Nuevo Cine Latinoamericano, La Habana
| Año  | Categoría                          | Película | Resultado |
| ---- | ---------------------------------- | -------- | --------- |
| 2002 | Premio Mejor Documental Extranjero | Balseros | Ganador   |
| 2002 | Premio Documental Memoria          | Balseros | Ganador   |

Festival Internacional de Cine de Santo Domingo
| Año  | Categoría                  | Película | Resultado |
| ---- | -------------------------- | -------- | --------- |
| 2003 | Premio Especial del Jurado | Balseros | Ganador   |

Miami International Film Festival
| Año  | Categoría          | Película | Resultado |
| ---- | ------------------ | -------- | --------- |
| 2003 | Premio del Público | Balseros | Ganador   |

Docaviv. Tel-Aviv International Documentary Film Festival
| Año  | Categoría                                | Película | Resultado |
| ---- | ---------------------------------------- | -------- | --------- |
| 2003 | Premio a la Mejor Película Internacional | Balseros | Ganador   |

Premio Cartelera Turia
| Año  | Categoría                  | Película | Resultado |
| ---- | -------------------------- | -------- | --------- |
| 2003 | Premio al Mejor Documental | Balseros | Ganador   |

Premio Jose María Forqué
| Año  | Categoría                          | Película | Resultado |
| ---- | ---------------------------------- | -------- | --------- |
| 2003 | Premio al Mejor Documental Español | Balseros | Ganador   |

Premio Nacional de Cataluña a la Cinematografía
| Año  | Categoría                                       | Película | Resultado |
| ---- | ----------------------------------------------- | -------- | --------- |
| 2003 | Premio Nacional de Cataluña a la Cinematografía | Balseros | Ganador   |

CPH:DOX Copenhagen International Documentary Film Festival
| Año  | Categoría                      | Película | Resultado |
| ---- | ------------------------------ | -------- | --------- |
| 2003 | Mención Especial Amnesty Award | Balseros | Ganador   |

International Documentary Association Awards (IDA Awards)
| Año  | Categoría                                   | Película | Resultado |
| ---- | ------------------------------------------- | -------- | --------- |
| 2003 | IDA Distinguished Feature Documentary Award | Balseros | Ganador   |

Dirk Vandersypen Award
| Año  | Categoría              | Película | Resultado |
| ---- | ---------------------- | -------- | --------- |
| 2003 | Dirk Vandersypen Award | Balseros | Ganador   |

64th Annual Peabody Award
| Año  | Categoría                          | Película | Resultado |
| ---- | ---------------------------------- | -------- | --------- |
| 2005 | DBest in electronic media for 2004 |          | Ganador   |

Festival de cine español de Málaga
| Año  | Categoría                  | Película    | Resultado |
| ---- | -------------------------- | ----------- | --------- |
| 2007 | Premio especial del Jurado | Septiembres | Ganador   |

Festival Internacional de Miami
| Año  | Categoría         | Película    | Resultado |
| ---- | ----------------- | ----------- | --------- |
| 2007 | Premio del Jurado | Septiembres | Ganador   |

IDFA
| Año  | Categoría           | Película    | Resultado |
| ---- | ------------------- | ----------- | --------- |
| 2007 | Premio Jorins Ivens | Septiembres | Nominado  |

### Premios en televisión
Premios Ondas Internacional
| Año  | Categoría | Película                                     | Resultado |
| ---- | --------- | -------------------------------------------- | --------- |
| 1990 | Reportaje | Checoslovaquia: en el corazón de la revuelta | Ganador   |

Premio Jeni Hubinetl
| Año  | Categoría | Película                                     | Resultado |
| ---- | --------- | -------------------------------------------- | --------- |
| 1990 | Reportaje | Checoslovaquia: en el corazón de la revuelta | Ganador   |

Festival Internacional del Gran Reportaje
| Año  | Categoría               | Película                            | Resultado |
| ---- | ----------------------- | ----------------------------------- | --------- |
| 1997 | Mejor reportaje del año | Balseros (primer reportaje para TV) | Ganador   |

Premio de la Consejería de Bienestar Social, de la Generalidad de Cataluña
| Año  | Categoría | Película                                                | Resultado |
| ---- | --------- | ------------------------------------------------------- | --------- |
| 1993 |           | La feina de buscar feina (El trabajo de buscar trabajo) | Ganador   |

Festival de Montecarlo
| Año  | Categoría            | Película                            | Resultado |
| ---- | -------------------- | ----------------------------------- | --------- |
| 1993 | Premio Especial UNDA | Sarajevo: el enemigo invisible      | Nominado  |
| 1996 | Ninfa de Oro         | Las rosas de Sarajevo               | Nominado  |
| 1997 | Ninfa de Oro         | Balseros (primer reportaje para TV) | Nominado  |
| 1998 | Ninfa de Oro         | Pequeños contra gigantes            | Nominado  |